# Aušra (miesięcznik)
Aušra  (w ówczesnej ortografii Auszra) – litewski miesięcznik wydawany w Ragnecie i Tylży w latach 1883–1886. Powstał w 1883 roku na fali litewskiego odrodzenia narodowego i miał bardzo duże znaczenie dla jego podtrzymania i rozbudzenia. 
Pierwszym redaktorem czasopisma został Jonas Basanavičius, który obok Jonasa Šliūpasa był jednym z wydawców pisma. „Aušra” wspierała narodową świadomość litewską, promowała także litewską kulturę w separacji od polskiej (m.in. rozpowszechniła używanie liter „č” i „š” zamiast polskich „cz” i „sz”). Ukazywała się co miesiąc od 1883 do 1886 roku w Tylży (w Rosji istniał wówczas zakaz publikowania w alfabecie łacińskim). Ogółem przez trzy lata wyszło 40 numerów pisma.